# 南部町営バス
南部町営バス（なんぶちょうえいバス）は、山梨県南巨摩郡南部町が運行するコミュニティバスである。

## 概要
以前は旧南部町および旧富沢町域において山梨交通のバスが乗り入れていたが、1980年代になると山梨交通の合理化による不採算路線の撤退方針によりこれらの路線は次々と廃止され、老年など交通弱者の多い町民は不便を強いられることになった。
そこで旧南部町および旧富沢町は山梨交通が廃止した路線にそれぞれ南部町営バスと富沢町営バスとして代替運行することにした。2003年に両町が合併されたことにより、新南部町営バスとして現在に至る。

## 現行路線
- 全路線日曜日、祝日と年末年始は運休。
- 内船・十島線は休校日である土曜日、なんぶの湯線は休館日である月曜日および臨時休館日も運休。

旧南部町から引き継がれた路線
- 南部循環線：内船駅 - 南部橋 - 南部警察署前 - 睦合小学校 - 十枚山登山口 - 中野 - 診療所 - 南部橋 - 内船駅（逆周りあり）
- 佐野線：内船駅 - 八木沢 - 天子湖 - 上佐野
- 内船・十島線：内船駅 → 寄畑 → 井出 → 十島駅

旧富沢町から引き継がれた路線
- 徳間・内船線：内船駅 - 南部橋 - 南部警察署前 - 坂下 - 富小前 - 南部町役場本庁舎前 - 小久保 - 徳間
- 徳間・十島線：十島駅 - 平野 - 富小前 - 坂下 - 南部町役場本庁舎前 - 富小前 - 小久保 - 徳間

新たに開設された路線
- 診療所線：内船駅 - 富岡 - 内船駅 - 南部橋 - 診療所 - 船山温泉入口 - JA南部支店 - 診療所 - 南部橋 - 内船駅 - 富岡 - 内船駅
- 陵草線：役場前 - 坂下 - 井出駅 - 十島駅 - 平野 - （中沢） - 屋敷平公民館
- なんぶの湯線：内船駅 - なんぶの湯

## 過去路線
- （旧）診療所線：内船駅 - 南部橋 - 診療所
- （旧）陵草線：富小前 - 十島駅 - 中沢 - 屋敷平公民館 - 十島駅 - 富小前（逆周りあり）

## 運賃
2008年4月より新しい運賃形態となっている。
2008年3月まで
- 距離に応じて100円刻み、1乗車につき最大400円の運賃を徴収。
- 小学生以下と70歳以上、障害手帳所持者は無料。

2008年4月より
- 距離に関係なく1乗車につき一律100円の運賃とし、利用者の多い70歳以上からも徴収する。
- 小学生以下と障害手帳所持者は引き続き無料。

## 車両
おもにマイクロバスが使用されている。